# Acanthodelta angustifascia
Acanthodelta angustifascia är en fjärilsart som beskrevs av Fletcher 1963. Acanthodelta angustifascia ingår i släktet Acanthodelta och familjen nattflyn. Inga underarter finns listade i Catalogue of Life.